# VisitNordsjælland
VisitNordsjælland er en sammenslutning af de 4 nordsjællandske kommuners turismemarkedsføring og turisthåndtering. VisitNordsjælland er ejet af Halsnæs Kommune, Gribskov Kommune, Fredensborg Kommune og Hillerød Kommune. Formålet med VisitNordsjælland er, at samle og udvikle turismeindustrien i Nordsjælland.
VisitNordsjælland er en non-profit organisation, der finansieres af indtægter fra kommuner samt salg af annoncer i turismemarkedsføringmaterialet. I bestyrelsen sidder repræsentanter udpeget fra kommunerne.

## Kampagner og Brands
- Den Danske Riviera (Den nordsjællandske kyststrækning med attraktive badestrande og idyllisk natur.)
- Kongernes Nordsjælland